# Hadaka no tsukiai
Hadaka no tsukiai (裸の付き合い) hoặc skinship, viết thành sukinshippu (スキンシップ) trong các bộ giáo trình tiếng Nhật, là một ý tưởng dành thời gian khỏa thân bên nhau trong văn hóa Nhật Bản. Tình bạn theo kiểu Hadaka no tsukai là tình cảm thuần khiết hơn là tình dục.
Các thành viên trong một gia đình, nhóm bà nội trợ ở cùng khu phố, nhóm doanh nhân hoặc nhóm bạn cùng lớp có thể cùng nhau khỏa thân tại nhà tắm công cộng sentō, suối nước nóng onsen, hoặc ở câu lạc bộ sức khỏe. Điều này nhằm tạo cơ hội cho sự liên kết về mặt xã hội.